# Caixão Grande
Caixão Grande és una localitat de São Tomé i Príncipe. Es troba al districte de Mé-Zóchi, al nord-est de l'illa de São Tomé. La seva població és de 1.014 (2008 est.). Es troba aproximadament al sud i sud-oest de la capital nacional.

## Clubs esportius
Caixão Grande acull el Bairros Unidos FC (també conegut com a Caixão Grande) que juga a la Lliga de São Tomé de futbol.

## Evolució de la població
| 2001 | 2008  |
| 890  | 1.014 |